# Dura helicta
Dura helicta är en fjärilsart som beskrevs av Collenette 1949. Dura helicta ingår i släktet Dura och familjen tofsspinnare. Inga underarter finns listade i Catalogue of Life.